# Palma Campania
Palma Campania är en ort och kommun i storstadsregionen Neapel, innan 2015 provinsen Neapel, i regionen Kampanien i Italien. Kommunen hade 18 218 invånare (2017).